# Lane Hutson
Lane Hutson, född 14 februari 2004, är en amerikansk professionell ishockeyback som spelar för Montreal Canadiens i NHL.
Han har tidigare spelat för Boston University Terriers i National Collegiate Athletic Association (NCAA) och Team USA i United States Hockey League (USHL).
Hutson vann Calder Memorial Trophy för säsongen 2024–2025.
Han draftades av Montreal Canadiens i andra rundan i 2022 års draft som 62:a spelare totalt.
Han är bror till Quinn Hutson.

## Statistik
| 2017–2018   | Team Illinois U13          | HPHL        | 15 | 9  | 9  | 18 | 4  | — | — | — | — | — |
| 2018–2019   | Honeybaked Hockey Club U14 | HPHL        | 20 | 5  | 20 | 25 | 6  | — | — | — | — | — |
| 2019–2020   | North Jersey Avalanche     | AYHL        | 19 | 10 | 28 | 38 | 10 | — | — | — | — | — |
|             | North Jersey Avalanche     |             | 7  | 2  | 1  | 3  | 2  | 1 | 0 | 0 | 0 | 0 |
| 2020–2021   | Team USA                   | USHL        | 27 | 3  | 11 | 14 | 6  | — | — | — | — | — |
|             | U.S. National U17 Team     |             | 39 | 4  | 15 | 19 | 16 | — | — | — | — | — |
|             | U.S. National U18 Team     |             | 10 | 1  | 7  | 8  | 0  | — | — | — | — | — |
| 2021–2022   | Team USA                   | USHL        | 27 | 6  | 26 | 32 | 20 | — | — | — | — | — |
|             | U.S. National U18 Team     |             | 60 | 10 | 53 | 63 | 51 | — | — | — | — | — |
| 2022–2023   | Boston University Terriers | NCAA        | 39 | 15 | 33 | 48 | 26 | — | — | — | — | — |
| 2023–2024   | Montreal Canadiens         | NHL         | 2  | 0  | 2  | 2  | 0  | — | — | — | — | — |
|             | Boston University Terriers | NCAA        | 38 | 15 | 34 | 49 | 24 | — | — | — | — | — |
| 2024–2025   | Montreal Canadiens         | NHL         | 82 | 6  | 60 | 66 | 34 | — | — | — | — | — |
| NHL totalt  | NHL totalt                 | NHL totalt  | 84 | 6  | 62 | 68 | 34 | — | — | — | — | — |
| NCAA totalt | NCAA totalt                | NCAA totalt | 77 | 30 | 67 | 97 | 50 | — | — | — | — | — |
| USHL totalt | USHL totalt                | USHL totalt | 54 | 9  | 37 | 46 | 26 | — | — | — | — | — |

### Internationellt
| Källa: Uppdaterad: 2024-04-16 | Källa: Uppdaterad: 2024-04-16 | Källa: Uppdaterad: 2024-04-16 |         | Utv = Utvisningsminuter | Utv = Utvisningsminuter | Utv = Utvisningsminuter | Utv = Utvisningsminuter | Utv = Utvisningsminuter |
| År                            | Lag                           | Mästerskap                    | Matcher | Mål                     | Assists                 | Poäng                   | Utv                     |                         |
| ----------------------------- | ----------------------------- | ----------------------------- | ------- | ----------------------- | ----------------------- | ----------------------- | ----------------------- | ----------------------- |
| 2021                          | USA                           | U18-VM                        | 5       | 0                       | 5                       | 5                       | 0                       |                         |
| 2022                          | USA                           | U18-VM                        | 6       | 0                       | 8                       | 8                       | 4                       |                         |
| 2023                          | USA                           | JVM                           | 7       | 1                       | 3                       | 4                       | 2                       |                         |
| 2023                          | USA                           | VM                            | 9       | 2                       | 4                       | 6                       | 2                       |                         |
| 2024                          | USA                           | JVM                           | 7       | 0                       | 6                       | 6                       | 14                      |                         |
| Junior totalt                 | Junior totalt                 | Junior totalt                 | 25      | 1                       | 22                      | 23                      | 20                      |                         |
| Senior totalt                 | Senior totalt                 | Senior totalt                 | 9       | 2                       | 4                       | 6                       | 2                       |                         |